# Nørre Kongerslev Kirke
Nørre Kongerslev Kirke ligger i Nørre Kongerslev Sogn i Aalborg Kommune; indtil Kommunalreformen i 1970 lå det i Hellum Herred, Aalborg Amt.
Kor og kirkeskib er opført i romansk tid af granitkvadre over skråkantsokkel. Den retkantede norddør er stadig i brug, syddøren spores indvendigt. I skibets nordmur og i østgavlen ses tilmurede rundbuevinduer. Tårn og våbenhus er opført i sengotisk tid af genanvendte kvadre og munkesten.
I området findes bronzealderhøje, som antyder tidlige bosamfund på stedet. Byens geografiske placering tyder på, at den er opstået i vikingetiden eller i den sene jernalder. Navnet Kongerslev kommer af ordet kongelev, jord som har tilhørt kongemagten, et begreb som kendes tilbage fra 1100-tallet, den nærliggende Lille Vildmose tilhørte kongen. Muligvis er kirken opført som en kongskirke. I 1683 sælger kongen tienderetten til Lindenborg, som beholder denne til 1914, da kirken overgik til selveje.
Skibet har fladt bjælkeloft, koret fik indbygget krydshvælv i sengotisk tid, samtidig blev korbuen ommuret med munkesten, skråkantsoklen er dog bevaret. Altertavlen er et renæssancearbejde fra 1603 skænket af Christoffer Seefeld til Refsnæs, i tavlens felter ses skriftsteder, i 1899 blev storfeltet udfyldt med et maleri, som blev nedtaget i 1940 og ophængt på skibets væg. Prædikestolen svarer i stil til altertavlen men menes at stamme fra begyndelsen af 1700-tallet. Ved en restaurering i 1980'erne afdækkede man en kalkmalet baldakin fra omkring 1700 bag altertavlen. I forbindelse med restaureringen af kirken i 1980'erne blev alterbordets forside udsmykket med en vævning af Berit Hjelholt. På skibets sydvæg hænger en fane fra krigen 1848-50. I korets tilmurede nordvindue står et lille kors udført af den lokale kunstner Oluf Melgaard. Under koret findes en gravhvælving for familien Seefeld.
Den romanske døbefont af granit har glat kumme med halvattisk profil og pyramidestubfod.

## Eksterne kilder og henvisninger
- Wikimedia Commons har flere filer relateret til Nørre Kongerslev Kirke
- Nørre Kongerslev Kirke Arkiveret 20. februar 2011 hos  Wayback Machine på NordensKirker.dk
- Kortilkirken